# کی. آصف
کِی. آصف (انگلیسی: K. Asif؛ زاده آصف کریم، ۱۴ ژوئن ۱۹۲۲ – ۹ مارس ۱۹۷۱) کارگردان، تهیه‌کننده، و فیلم‌نامه‌نویس اهل هند بود. او به خاطر کارگردانی فیلم حماسی مغول اعظم (۱۹۶۰) به زبان هندی/اردو، شهرت دارد
وی همچنین برندهٔ جوایزی همچون جایزه فیلم‌فیر شده‌است.